# Claypool Hill
Claypool Hill és una concentració de població designada pel cens dels Estats Units a l'estat de Virgínia. Segons el cens del 2000 tenia 1.719 habitants.

## Demografia
Segons el cens del 2000, Claypool Hill tenia 1.719 habitants, 710 habitatges, i 565 famílies. La densitat de població era de 170,6 habitants per km².
Dels 710 habitatges en un 29,3% hi vivien nens de menys de 18 anys, en un 68% hi vivien parelles casades, en un 8,7% dones solteres, i en un 20,4% no eren unitats familiars. En el 18,9% dels habitatges hi vivien persones soles el 7% de les quals corresponia a persones de 65 anys o més que vivien soles. El nombre mitjà de persones vivint en cada habitatge era de 2,42 i el nombre mitjà de persones que vivien en cada família era de 2,74.
Per edats la població es repartia de la següent manera: un 20% tenia menys de 18 anys, un 6,6% entre 18 i 24, un 27,1% entre 25 i 44, un 33,7% de 45 a 60 i un 12,6% 65 anys o més.
L'edat mediana era de 42 anys. Per cada 100 dones de 18 o més anys hi havia 89,3 homes.
La renda mediana per habitatge era de 36.382 $ i la renda mediana per família de 42.321 $. Els homes tenien una renda mediana de 30.878 $ mentre que les dones 21.493 $. La renda per capita de la població era de 19.588 $. Entorn del 9,5% de les famílies i el 13,1% de la població estaven per davall del llindar de pobresa.

## Poblacions més properes
El següent diagrama mostra les poblacions més properes.